# Bidar
Bidar (en maratí: बीदर ) es una ciudad de la India, centro administrativo del distrito de Bidar, en el estado de Karnataka.

## Geografía
Se encuentra a una altitud de 674 m s. n. m. a 697 km de la capital estatal, Bangalore, en la zona horaria UTC +5:30.

## Demografía
Según estimación 2011 contaba con una población de 251 054 habitantes.